# Hieracium villosum
Lo sparviere del calcare (nome scientifico Hieracium villosum Jacq., 1762) è una specie di pianta angiosperma dicotiledone della famiglia delle Asteraceae.

## Etimologia
Il nome generico (Hieracium) deriva dalla parola greca hierax o hierakion (= sparviere, falco). Il nome del genere è stato dato dal botanico francese Joseph Pitton de Tournefort (1656 - 1708) rifacendosi probabilmente ad alcuni scritti del naturalista romano Gaio Plinio Secondo (23 - 79) nei quali, secondo la tradizione, i rapaci si servivano di questa pianta per irrobustire la loro vista. L'epiteto specifico (villosum = villoso) si riferisce alla particolare pelosità della pianta.

Il binomio scientifico della specie di questa voce è stato proposto dal medico, chimico e botanico olandese Nikolaus Joseph von Jacquin (1727 – 1817) nella pubblicazione "Enumeratio Stirpium Pleraumque, quae sponte crescung in agro Vindobonensi - 142, 271. 1762" del 1762.

## Descrizione

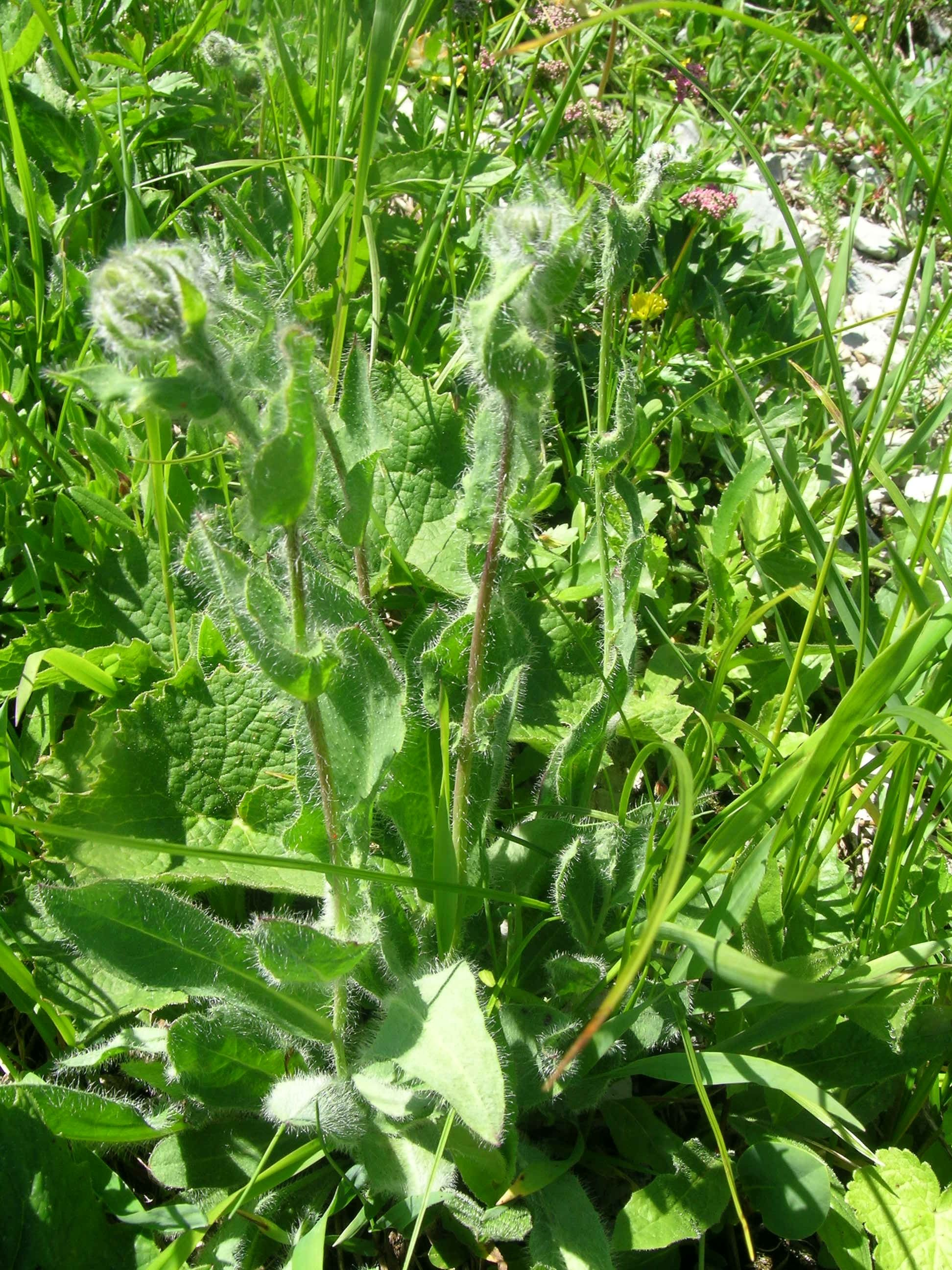
Il portamento

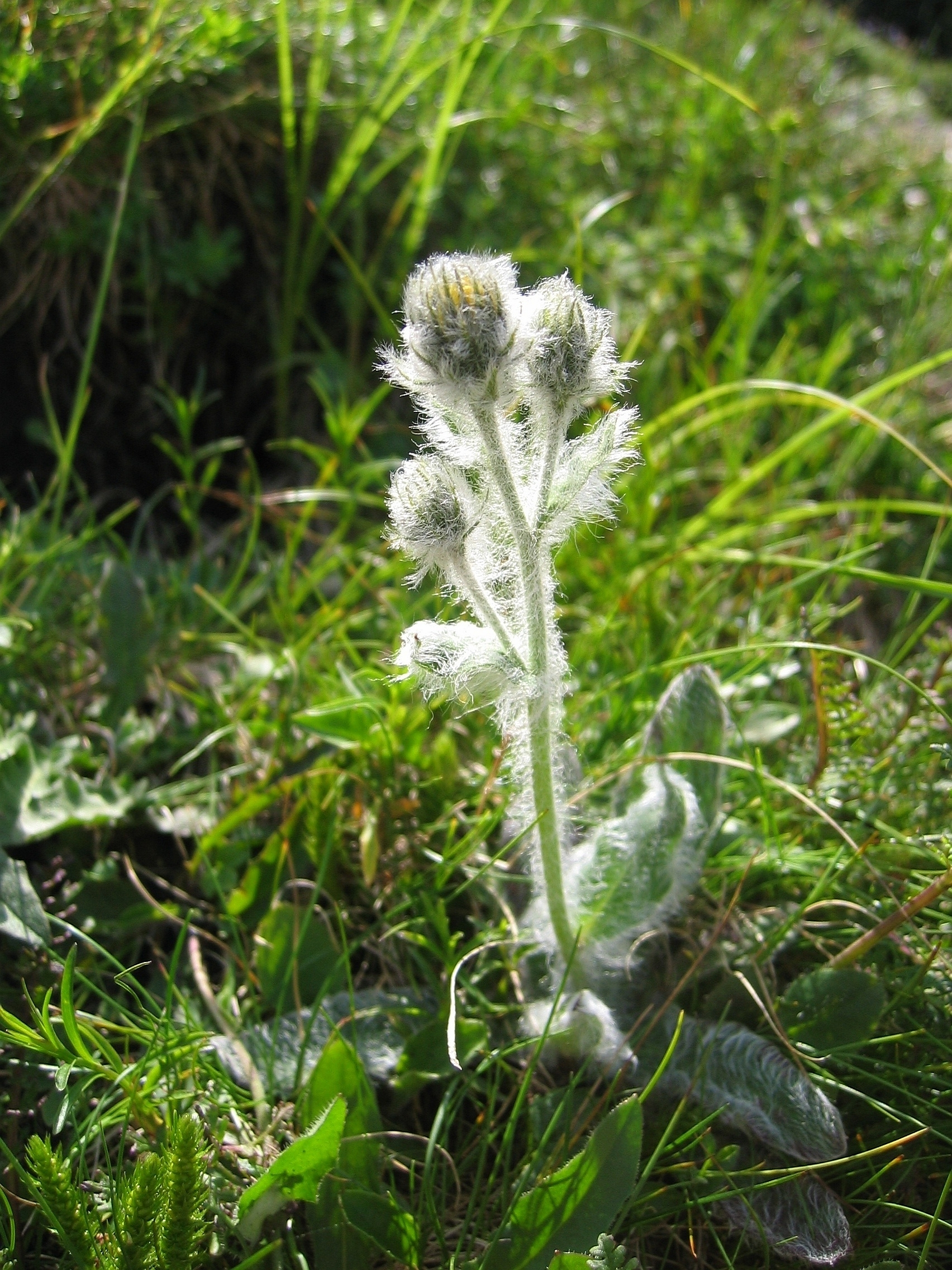
La pubescenza

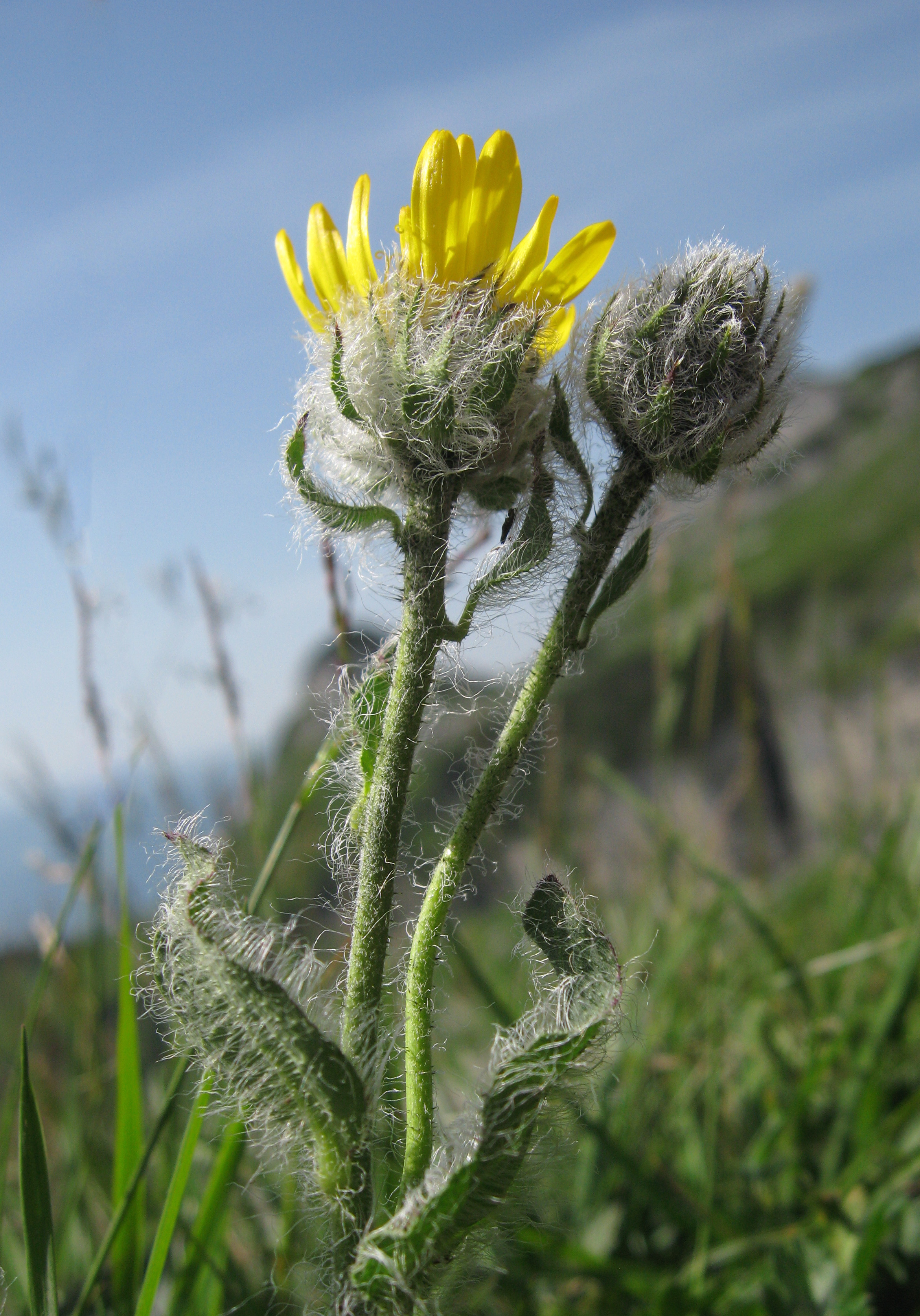
Il capolino

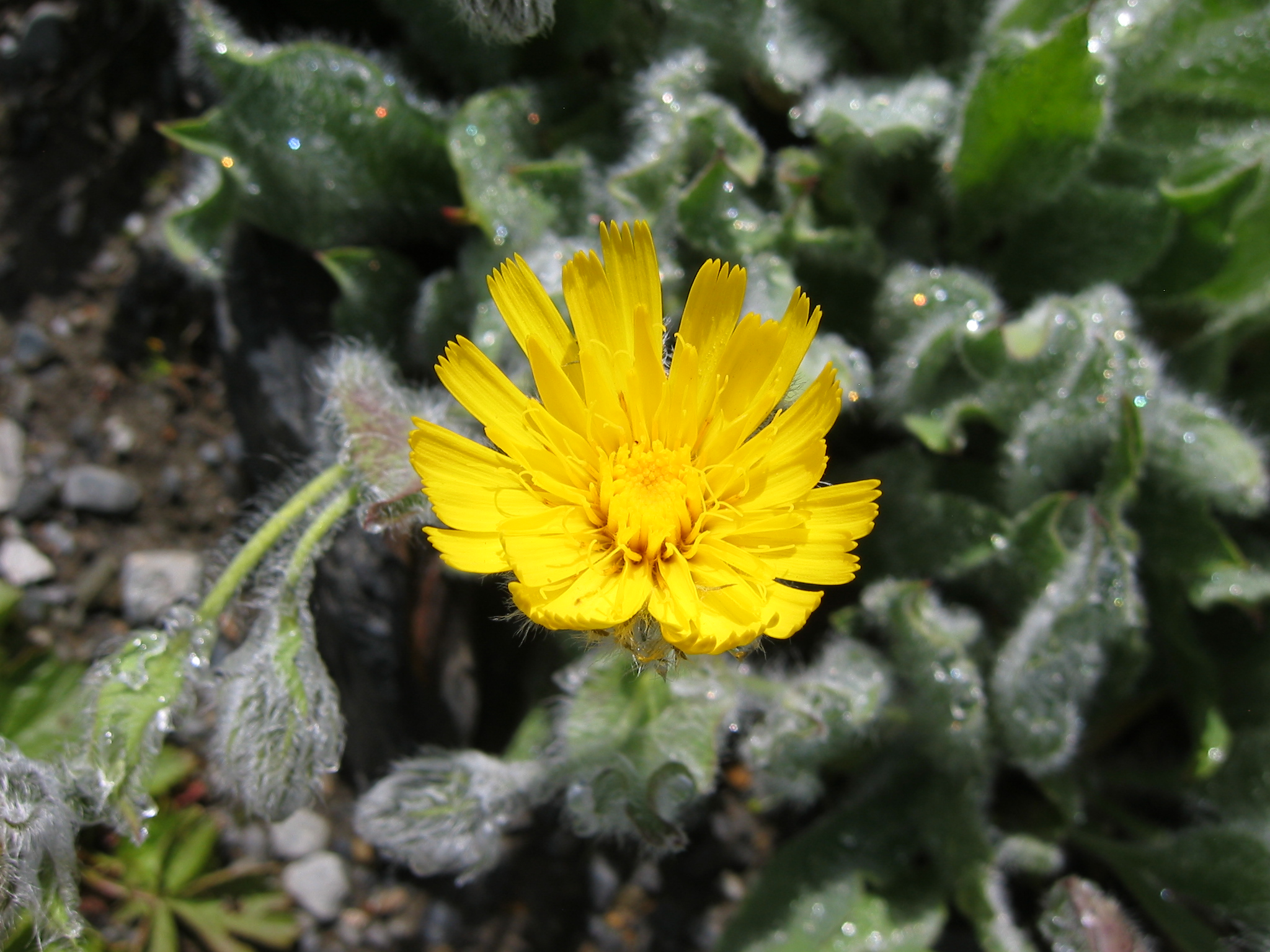
I fiori ligulati

Habitus. La forma biologica è emicriptofita scaposa (H scap), ossia in generale è una pianta erbacea (e aromatica), a ciclo biologico perenne, con gemme svernanti al livello del suolo e protetta dalla lettiera o dalla neve, inoltre spesso ha l'asse fiorale eretto e privo di foglie. Tutta la pianta è ricoperta di caratteristici peli biancastri e lanosi con base scura e rigida (alla base è anche inserita una setola bianca e flessuosa). Questa pianta è anche provvista di lattice (i vasi latticiferi sono anastomizzati); viene definita anche di tipo "fillopode" in quanto le foglie basali formano una rosetta e sono presenti alla fioritura, mentre quelle lungo il caule sono poche (fusto più o meno afillo). Inoltre i peli di questa pianta non sono piumosi.
Radici. Le radici sono secondarie da rizoma.
Fusto. La parte aerea del fusto è eretta o ascendente con andamento zigzagante o debolmente flessuoso. Sul fusto sono presenti dei peli setolosi frammisti a radi peli stellati lunghi fino a 10 mm (sono assenti quelli ghiandolari). Il colore è verde-chiaro (rosso-violaceo alla abse). La pianta di questa specie può raggiungere un'altezza compresa tra 15 – 40 cm. L'acladio è di 3 – 10 cm.
Foglie. Sono presenti sia foglie basali che cauline. Le foglie in genere hanno una lamina a forma lanceolata o lanceolato-lineare ed hanno un colore glauco; sono presenti abbondanti peli lunghi fino a 8 mm (talvolta sono subglabre sulla faccia adassiale). Quelle basali (da 2 a 3; raramente mancano) formano una rosetta con base attenuata e senza picciolo (o brevemente confluente in un picciolo); la lamina ha delle forme da oblunghe a lanceolate; i bordi possono essere ondulati, interi o brevemente dentati; l'apice è acuto o ottuso. Quelle cauline (da 4 a 8) sono progressivamente minori (sono lunghe 2/3 - 3/4 rispetto alle basali); sono quasi sempre sessili (a parte quelle inferiori con base attenuata) ma non sono abbraccianti. Dimensione delle foglie: larghezza 1 – 2 cm; lunghezza 8 – 15 cm.
Infiorescenza. La sinflorescenza è del tipo forcato o racemoso con 1 - 3 rami eretti con un capolino terminale; in totale sono presenti 1 - 4 capolini peduncolati. I peduncoli sono abbondantemente ricoperti di peli setolosi frammisti a radi peli stellati; sono sotteso inoltre da 3 - 5 larghe brattee (sono simili a delle foglie ridotte) colorate di verde scuro. I capolini sono formati da un involucro composto da diverse brattee (o squame) disposte su 2 serie in modo embricato, all'interno delle quali un ricettacolo fa da base ai fiori tutti ligulati. L'involucro ha un aspetto bianco-lanoso; le brattee inferiori (più esterne) hanno una consistenza erbacea (simili a foglie) con forme da lanceolate a triangolari; quelle interne sono più lineari e acute e spesso di colore scuro. I peli dell'involucro, sia di tipo stellato che setoloso, sono molto densi e sono lunghi 3 – 5 mm. Il ricettacolo è nudo, ossia senza pagliette e alveolato (i margini degli alveoli sono lungamente dentati). Diametro dei capolini: 3 – 5 cm. Lunghezza dell'involucro: 14 – 17 mm. Larghezza della base delle squame inferiori: 2 – 3 mm.
Fiore. I fiori sono tutti del tipo ligulato (il tipo tubuloso, i fiori del disco, presente nella maggioranza delle Asteraceae, qui è assente), sono tetra-ciclici (ossia sono presenti 4 verticilli: calice – corolla – androceo – gineceo) e pentameri (ogni verticillo ha 5 elementi). I fiori sono ermafroditi e zigomorfi.
- Formula fiorale:

*/x K {\displaystyle \infty }, [C (5), A (5)], G 2 (infero), achenio
- Calice: i sepali del calice sono ridotti ad una coroncina di squame.
- Corolla: le corolle sono formate da un tubo e da una ligula terminante con 5 denti; il colore è giallo o giallo pallido. Le ligule sono lunghe e glabre o sparsamente cigliate. Dimensioni delle ligule: larghezza 2,5 – 3 mm; lunghezza 18 – 25 mm.
- Androceo: gli stami sono 5 con filamenti liberi, mentre le antere sono saldate in un manicotto (o tubo) circondante lo stilo.[17] Le antere alla base sono acute. Il polline è tricolporato.[18]
- Gineceo: lo stilo è giallo (o più o meno scuro), è filiforme e peloso sul lato inferiore; gli stigmi dello stilo sono due divergenti. L'ovario è infero uniloculare formato da 2 carpelli. La superficie stigmatica è interna.[19]
- Antesi: da luglio a agosto (fioritura tardo-primaverile, fino a estiva).

Frutti. I frutti sono degli acheni con pappo. Gli acheni sono colorati castano di chiaro (o scuro) a forma colonnare-obconica (o più o meno cilindrica) e sono ristretti alla base (e ingrossati all'apice), mentre la superficie (liscia o appena rugosa) è provvista di 10 coste che nella parte apicale confluiscono in un orlo anulare. Il pappo è formato setole semplici disposte su due serie (quelle interne sono più lunghe e più rigide, quelle esterne sono fragili). Dimensione degli acheni: 3 – 4 mm.

## Biologia
Impollinazione: l'impollinazione avviene tramite insetti (impollinazione entomogama tramite farfalle diurne e notturne).

Riproduzione: la fecondazione avviene fondamentalmente tramite l'impollinazione dei fiori (vedi sopra).

Dispersione: i semi (gli acheni) cadendo a terra sono successivamente dispersi soprattutto da insetti tipo formiche (disseminazione mirmecoria). In questo tipo di piante avviene anche un altro tipo di dispersione: zoocoria. Infatti gli uncini delle brattee dell'involucro (se presenti) si agganciano ai peli degli animali di passaggio disperdendo così anche su lunghe distanze i semi della pianta.

## Distribuzione e habitat

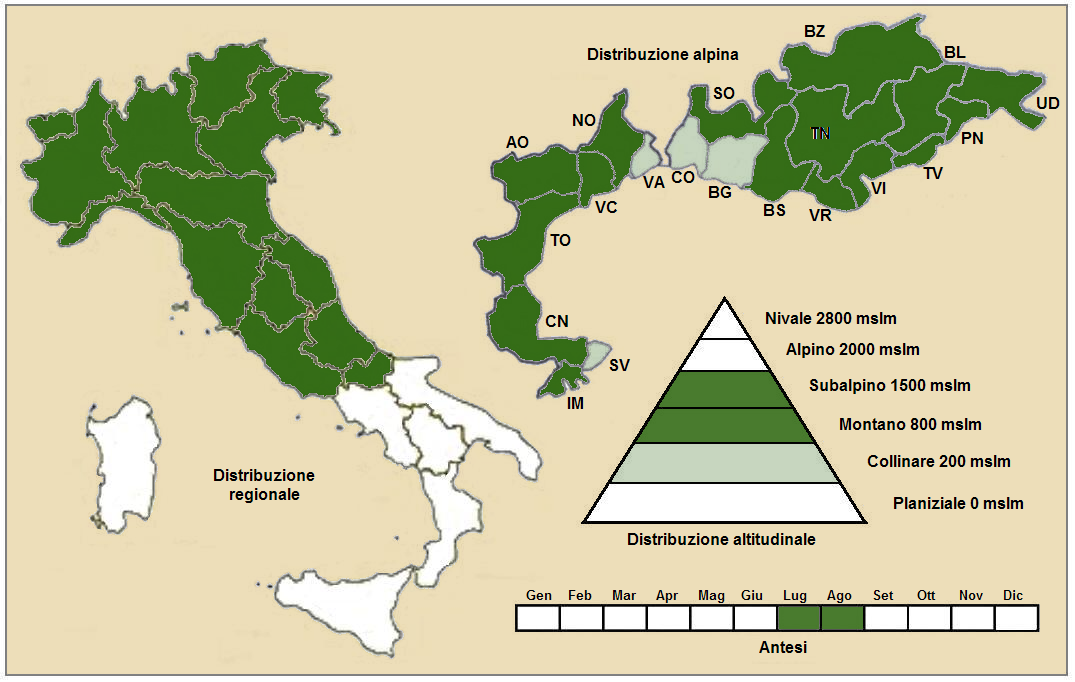
Distribuzione della pianta
(Distribuzione regionale – Distribuzione alpina)

Geoelemento: il tipo corologico (area di origine) è Orofita - Sud Est Europeo.
Distribuzione: in Italia (e all'estero) è comune nelle Alpi, un po' meno negli Appennini settentrionali. Sugli altri rilievi collegati alle Alpi si trova nel Massiccio del Giura, Alpi Dinariche, Monti Balcani e Carpazi.
Habitat: l'habitat tipico per questa specie sono le rupi, le pietraie e i pascoli alpini; ma anche i ghiaioni alpini e le praterie rase subalpine-alpine. Il substrato preferito è calcareo con pH basico, bassi valori nutrizionali del terreno che deve essere mediamente umido.
Distribuzione altitudinale: sui rilievi queste piante si possono trovare da 1.500 fino a 2.500 m s.l.m.; frequentano quindi i seguenti piani vegetazionali: subalpino e alpino (e in parte quello montano).

### Fitosociologia

#### Areale alpino
Dal punto di vista fitosociologico alpino la specie di questa voce appartiene alla seguente comunità vegetale:
Formazione: comunità delle praterie rase dei piani subalpino e alpino con dominanza di emicriptofite
Classe: Elyno-Seslerietea variae

#### Areale italiano
Per l'areale completo italiano Hieracium villosum appartiene alla seguente comunità vegetale:
Macrotipologia: vegetazione casmofitica, glareicola ed epifitica
Classe: Asplenietea trichomanis (Br.-Bl. in Meier & Br.-Bl. 1934) Oberdorfer, 1977
Ordine: Potentilletalia caulescentis Br.-Bl. in Br.-Bl. & Jenny, 1926
Alleanza: Saxifragion lingulatae (Rioux & Quézel, 1949) Loisel, 1951
Suballeanza: Globularienion incanescentis Barbero & Bono, 1973
Descrizione. La suballeanza Globularienion incanescentis è relativa alle comunità che si sviluppano nelle fessure delle rocce e sui affioramenti carbonatici ombrosi, esposti a nord. La cenosi è endemiche dell’Appennino tosco-emiliano e delle Alpi Apuane.
Specie presenti nell'associazione: Saxifraga callosa, Saxifraga paniculata, Saxifraga aizoides, Saxifraga exarata, Potentilla rupestris, Phyteuma hemisphaericum, Silene saxifraga, Silene lanuginosa, Valeriana saxatilis, Salix crataegifolia, Moltkia suffruticosa, Aquilegia bertolonii, Asperula aristata, Globularia incanescens, Robertia taraxacoides, Sedum monregalense, Leontodon anomalus, Hieracium villosum, Draba aizoides, Pinguicula leptoceras, Veronica aphylla, Rhamnus glaucophyllus, Artemisia nitida e Festuca robustifolia.

## Tassonomia
La famiglia di appartenenza di questa voce (Asteraceae o Compositae, nomen conservandum) probabilmente originaria del Sud America, è la più numerosa del mondo vegetale, comprende oltre 23.000 specie distribuite su 1.535 generi, oppure 22.750 specie e 1.530 generi secondo altre fonti (una delle checklist più aggiornata elenca fino a 1.679 generi). La famiglia attualmente (2021) è divisa in 16 sottofamiglie.

### Filogenesi
Il genere di questa voce appartiene alla sottotribù Hieraciinae della tribù Cichorieae (unica tribù della sottofamiglia Cichorioideae). In base ai dati filogenetici la sottofamiglia Cichorioideae è il terz'ultimo gruppo che si è separato dal nucleo delle Asteraceae (gli ultimi due sono Corymbioideae e Asteroideae). La sottotribù Hieraciinae fa parte del "quinto" clade della tribù; in questo clade è posizionata alla base ed è "sorella" al resto del gruppo comprendente, tra le altre, le sottotribù Microseridinae e Cichoriinae. Il genere Hieracium (insieme al genere Pilosella) costituisce il nucleo principale della sottotribù Hieraciinae e formano (insieme ad altri generi minori) un "gruppo fratello" posizionato nel "core" delle Hieraciinae.
Il genere Hieracium è un genere estremamente polimorfo con maggioranza di specie apomittiche. Di questo genere sono descritte circa 1000 specie sessuali e oltre 3000 specie apomittiche, delle quali circa 250 e più sono presenti nella flora spontanea italiana. Alcuni taxon collegati alle varie specie del genere sono sottospecie, altri sono considerati aggregati (o inclusi), e altri ancora sono considerati "intermediari" (o impropriamente ibridi in quanto queste specie essendo apomittiche non si incrociano e quindi non danno prole feconda) con altre specie. A causa di ciò si pongono dei problemi di sistematica quasi insolubili e per avere uno sguardo d'insieme su questa grande variabilità può essere necessario assumere un diverso concetto di specie. Qui in particolare viene seguita la suddivisione del materiale botanico in sezioni così come sono elencate nell'ultima versione della "Flora d'Italia".
La specie di questa voce è descritta all'interno della XVII sezione Hieracium sect. Villosa (Griseb.) Gremli i cui caratteri principali sono:
- la pubescenza in queste piante è più o meno globale ed è fatta di peli sericei abbondantissimi;
- le specie di questo gruppo sono piante di tipo fillopode (raramente sono hypofillopode);
- le foglie basali sono attenuate più o meno brevemente picciolate;
- le foglie cauline in genere sono poco numerose, spesso sessili ma non sono abbraccianti;
- la fioritura è tardo-primaverile (fino a estiva).

La specie  H. villosum è invece individuata dai seguenti ulteriori caratteri:
- la forma delle foglie basali è gradualmente confluente in un picciolo (oppure sono attenuate e sessili);
- il peduncolo è sotteso da 3 - 5 larghe brattee (sono simili a delle foglie ridotte) colorate di verde scuro;
- le brattee involucrali esterne hanno delle forme da ellittiche a lanceolate e sono divaricate.

L'indumentum è uno degli elementi più importanti per distinguere le varie specie. H. villosum è caratterizzata dalla seguente pubescenza:
| Tipo peli                                                    | Caule                              | Foglie                  | Peduncoli dei capolini | Brattee involucrali                 |
| ------------------------------------------------------------ | ---------------------------------- | ----------------------- | ---------------------- | ----------------------------------- |
| Peli semplici (lunghi 4 – 8 mm, molli bianchi e denticolati) | Densi (raramente sparsi o assenti) | Ovunque piuttosto densi | Densi                  | Tutto l'involucro è villoso         |
| Peli ghiandolari                                             | Assenti                            | Assenti                 | Assenti                | Sparsi e minuti solamente all'apice |
| Peli stellati                                                | Dal basso: assenti => densi        | Assenti                 | Densi                  | Assenti                             |

Il numero cromosomico di H. villosum è: 2n = 27 e 36.

### Sottospecie
Per questa specie sono riconosciute diverse sottospecie, alcune delle quali sono presenti nella flora spontanea italiana. Si distinguono soprattutto per la pelosità delle foglie (densamente pelose sia sopra che sotto nella subsp. villosum; foglie con superficie adassiale poco pelosa in subsp. calvifolium). Il seguente elenco indica per ogni sottospecie l'Autore con l'anno di pubblicazione e la distribuzione euro-mediterranea:
- Hieracium villosum subsp. villosum - Distribuzione: Alpi, Abruzzo, Europa centrale, Penisola Balcanica e Ucraina
- Hieracium villosum subsp. albolanatum Nägeli & Peter, 1886 - Distribuzione: Alpi occidentali e Francia
- Hieracium villosum subsp. calvifolium Nägeli & Peter, 1886 - Distribuzione: Alpi e Europa centrale
- Hieracium villosum subsp. doratophyllum Nägeli & Peter, 1886 - Distribuzione: Abruzzo
- Hieracium villosum subsp. eurybasis Nägeli & Peter, 1886 - Distribuzione: Alpi e Abruzzo
- Hieracium villosum subsp. glaucifrons Nägeli & Peter, 1886 - Distribuzione: Alpi, Appennini, Europa centrale e Penisola Balcanica
- Hieracium villosum subsp. heterophyllum Nägeli & Peter, 1886 - Distribuzione: Alpi
- Hieracium villosum subsp. ovalifolium Nägeli & Peter, 1886 - Distribuzione: Alpi occidentali, Europa centrale e Romania
- Hieracium villosum subsp. undulifolium Nägeli & Peter, 1886 - Distribuzione: Alpi, Europa centrale e Romania
- Hieracium villosum subsp. villosissimum (Nägeli) Nägeli & Peter, 1886 - Distribuzione: Alpi, Europa centrale, Penisola Balcanica e Romania

### Intermediari (o ibridi)
Sandro Pignatti nella Flora d'Italia - 1982 descrive alcuni intermediari di H. villosum con altri gruppi (prenanthoides, bifidum e altri):
- Hieracium valdepilosum Vill., 1779.[33]

Intermedio: la specie con la quale si ibrida è Hieracium prenanthoides Vill., 1779.
Descrizione: 
fusto: questa specie è alta da 3 a 5 dm con un fusto robusto e con una ramosità di tipo forcato;
foglie: quelle basali sono generalmente scomparse alla fioritura; quelle cauline sono numerose (da 5 a 9), le inferiori hanno forme da lanceolate a oblanceolate, quelle superiori hanno forme ovato-amplessicauli; le lamine sono tutte intere o eventualmente ottusamente dentate; dimensioni delle foglie cauline inferiori: larghezza 2 - 3 cm, lunghezza 8 - 10 cm; dimensioni delle foglie cauline superiori: larghezza 2 - 2,5 cm, lunghezza 3 - 5 cm;
infiorescenza: l'infiorescenza è formata da 2 - 4 capolino raggruppati in modo corimboso; i capolini sono grandi; spesso le squame inferiori dell'involucro hanno una consistenza fogliacea.
Distribuzione: questa specie si trova raramente nelle Alpi e nell'Abruzzo fino ad una altitudine compresa tra 1000 e 1800 m s.l.m.; fuori dall'Italia si trova in Europa centrale e nella Penisola Balcanica.
Sistematica: a H. valdepilosum sono collegate 27 sottospecie.
- Hieracium scorzonerifolium Vill., 1779.[34]

Intermedio: la specie con la quale si ibrida è Hieracium bupleuroides C. C. Gmel., 1808.
Descrizione: i caratteri di questa specie sono più simili alla specie H. villosum; tutta la pianta è slanciata e villosa;
fusto: questa specie è alta da 2 a 5 dm con un robusto fusto indiviso o forcato con rami allungati;
foglie: quelle inferiori formano delle povere rosette con lamina lanceolata/acuta, superficie villosa e bordi spesso dentati; le foglie cauline (da 3 a 6) sono progressivamente ridotte;
infiorescenza: l'infiorescenza è formata da 1 - 3 capolini (raramente fino a 12) raggruppati in modo corimboso; i capolini hanno dimensioni mediocri con un involucro lungo 13 - 17 mm; i peduncoli possono essere sottesi da 2 - 5 foglie bratteali.
Distribuzione: questa specie si trova raramente nelle Alpi e negli Appennini (fino nell'Abruzzo) fino ad una altitudine compresa tra 1600 e 2400 m s.l.m.; fuori dall'Italia si trova in Europa centrale e nella Penisola Balcanica.
Sistematica: a H. scorzonerifolium sono collegate 20 sottospecie.
- Hieracium pollinense Zahn, 1901.[35]

Intermedio: H. pollinense è un intermedio tra la sottospecie H. scorzonerifolium subsp. divaricatum Nägeli & Peter, 1886 e la specie Hieracium humile Jacq., 1776.
Descrizione: i caratteri di questa specie sono più simili alla specie H. humile; la pianta è ricoperta da abbondanti setole patenti lunghe 2 - 5 mm;
fusto: questa specie è alta 15 - 25 cm con un fusto ramoso;
foglie: le foglie basali hanno delle lamine a forma ellittico-spatolata più o meno ottuse con bordi dentati e facce glabre; le foglie cauline (poche) sono progressivamente ridotte;
infiorescenza: le infiorescenze possono essere composte da più capolini (2 - 5), oppure da un solo capolino (sottospecie monocefala); i capolini sono piccoli con un involucro lungo 11 - 12 mm; sia le squame dell'involucro che i peduncoli dei capolini sono ricoperte da peli semplici, peli stellati e peli ghiandolari;
Distribuzione: questa specie si trova molto raramente nel Massiccio del Pollino e nella Majella fino ad una altitudine compresa tra 1500 e 2100 m s.l.m..
- Hieracium dentatum Hoppe, 1815.[36]

Intermedio: la specie con la quale si ibrida è Hieracium bifidum Hornem., 1815.
Descrizione: i caratteri di questa specie sono più simili alla specie H. villosum; questa pianta ha un aspetto bianco-lanoso;
fusto: il fusto arriva fino a 2 - 4 dm; è foglioso ma poco ramificato;
foglie: le foglie basali sono raccolte in rosette con un picciolo distinto dalla base della lamina che in genere è lanceolata, acuta e provvista di grossolani denti; le foglie cauline sono ridotte;
infiorescenza: l'infiorescenza si compone di 3 - 5 capolini; i capolini sono grossi con un involucro lungo 13 - 16 mm; l'involucro ha una superficie lanosa (sono presenti delle fitte setole, dei peli semplici e dei peli stellati).
Distribuzione: questa specie si trova raramente nelle Alpi (Orobiche) e Appennini (Appennini settentrionali e Abruzzo) fino ad una altitudine compresa tra 1500 e 2400 m s.l.m.; fuori dall'Italia si trova in Europa (centrale, orientale e Penisola Balcanica).
Sistematica: a H. dentatum sono collegate una cinquantina di sottospecie.
- Hieracium chondrillifolium  Fr., 1862.[37]

Intermedio: le specie con le quali si ibrida sono Hieracium bifidum Hornem., 1815 e Hieracium glaucum All., 1773.
Descrizione: i caratteri di questa specie sono simili alla specie H. dentatum ma le foglie sono colorate di verde-glauco e sono glabre su entrambe le facce.
Distribuzione: questa specie si trova raramente nelle Alpi occidentali e nell'Abruzzo fino ad una altitudine compresa tra 1000 e 1800 m s.l.m.; fuori dall'Italia si trova in Europa centrale.
Sistematica: a H. chondrillifolium sono collegate una trentina di sottospecie.
- Hieracium glabratum Willd., 1803.[38]

Intermedio: la specie con la quale si ibrida è Hieracium glaucum All., 1773.
Descrizione:
fusto: questa pianta può raggiungere i 15 - 30 cm di altezza; il fusto è semplice e monocefalo (o con pochi capolini su rami allungati); nella parte alta la pianta è bianco-lanosa;
foglie: le foglie basali formano delle povere rosette; la forma della lamina è strettamente lanceolata e acutissima; il colore è verde-glauco con superficie quasi glabra; le foglie cauline sono abbondanti e progressivamente ridotte con lamine lineari-acute;
infiorescenza: l'infiorescenza si compone di 2 - 3 grossi capolini; la superficie dell'involucro è abbondantemente setolosa con frammisti peli stellati.
Distribuzione: questa specie si trova raramente nelle Alpi Orobiche e nell'Abruzzo fino ad una altitudine compresa tra 1300 e 2500 m s.l.m.; fuori dall'Italia si trova in Europa centrale, Penisola Balcanica e Romania.
Sistematica: a H. glabratum sono collegate 13 sottospecie.
- Hieracium chlorifolium  Arv.-Touv., 1872.[39]

Intermedio: H. chlorifolium è un intermedio tra la specie H. valdepilosum e la specie Hieracium glaucum All., 1773.
Descrizione: è simile alla specie H. scorzonerifolium;
fusto: questa pianta può raggiungere i 2 - 4 dm di altezza;
foglie: le foglie inferiori sono colorate di verde-glauco e sono più o meno glabre; quelle superiori hanno una lamina largamente lanceolata e sono più o meno amplessicauli;
infiorescenza: i capolini sono generalmente piccoli.
Distribuzione: questa specie si trova raramente nelle Alpi e negli Appennini settentrionali fino ad una altitudine compresa tra 1500 e 2400 m s.l.m.; fuori dall'Italia si trova solamente nel resto delle Alpi.
Sistematica: a H. chlorifolium sono collegate 8 sottospecie.